# Верховье (Белозерский район)
Верховье — деревня в Белозерском районе Вологодской области.
Входит в состав Шольского сельского поселения, с точки зрения административно-территориального деления — в Шольский сельсовет.
Расположена на левом берегу реки Шолы. Расстояние по автодороге до районного центра Белозерска составляет 104 км, до центра муниципального образования села Зубово — 3 км. Ближайшие населённые пункты — Гаврино, Есино, Митино, Смолино.
Население по данным переписи 2002 года — 23 человека (12 мужчин, 11 женщин). Преобладающая национальность — русские (96 %).